# Somlyószécs
Somlyószécs település Romániában, Szilágy megyében.

## Fekvése
Szilágysomlyótól északkeletre, Szilágyperecsen és Szilágysomlyó közt fekvő település.

## Nevének eredete
Nevének első Somlyó tagját a szomszédos Szilágysomlyó után kapta, míg nevének második Szécs tagja valószínűleg a Szőcs, Szűcs szóból ered.

## Története
Somlyószécs (Szécs) Árpád-kori település.  Nevét már 1235-ben említette oklevél Zich néven. Ekkor már egy fennmaradt oklevél említette az itt álló Szent István (Filia Sancti Stephani) premontrei rendházat, mely Várhegyfok filiájaként működött.
1259-ben Sczeck, 1319-ben Schech, 1361-ben Zech, 1652-ben Szilágy-Szécs, 1913-tól pedig Somlyószécs néven írták.
1319-ben a somlyói uradalom részeként említették, ekkor adták át a Pok nemzetséghez tartozó Móricz fia Miklós vajda és fiai rokonaiknak: Luka fiainak.
1434-ben Báthory Lászlóné Anna kapta leánynegyedként a Somlyóhoz tartozó birtokot.
1444-ben itt Zewch birtokon két jobbágy és két puszta telket Zewchi András és Lőrinc erővel elfoglalt Fülpös Tamástól.
1449-ben Zechy Zsigmond fiai Balázs és Benedek Torda vármegye több falujában is részbirtokos volt.
1452-ben az oklevelek Zechi Albert diákot említik az oklevelek.
1455-ben Ozeech a Szerjeszentgyörgyiek egészbirtoka.
1455-ben Zechi András és Tamásperes ügyében fogott bírák voltak Báthory László és Domahidy András.
1492-ben Zeechi Lukács eljár a Dolhaiak ügyében.
1539-ben Zalai Indali Péterné Zechi néhai Budaházy János lánya Effraxia Zechen levő apai kúriáját és a birtok nyolcadrészét 50 forintért eladta nővérének, Sárának és az ő férjének, Karasznai Ferenc deáknak.
1590-ben Valkó várának tartozéka volt. Ekkor a birtokot egy perrel kapcsolatban Báthory Zsigmond erdélyi vajda ítélőlevele alapján a Bánffy család férfi örökösei kapták.
1641-ben Szaniszlófi Báthory Kata rendelkezése szerint a Szécsi birtokon Lónyay Zsigmond, Bedeghyné Lónyay Kata, Becsky Lászlóné Lónyay Zsuzsanna fia Szántói Becsky György és leánya Briberi Melith Györgyné Zsuzsánna osztozkodott.
1671-iig Balajti Lászlóé, kinek utód nélküli halálával a szécsi birtokot Kopacseli Boér Ferencet iktatták be ide, de a beiktatásnak Telegdi Balajti Ferenc és neje Valkai Erzsébet ellentmondtak.
1705-ben Szétsi nemesek: Guthi Farkas, János, Sámuel és István birtoka volt.
1718-ban Ilosvai Dobai György és neje Guthi Judit gyermekei osztoztak meg a szüleiktől öröklött birtokon.
1805-ben birtokosok voltak itt a Ludányi, Guthi és a Csatári családok.
A 20. század elején  Szilágy vármegye Szilágysomlyói járásához tartozott.
1910-ben 784 lakosa volt, melyből 27 magyar, 757 román volt. Ebből 759 görögkatolikus, 12 református, 8 izraelita volt.

## Nevezetességek
- Görögkatolikus temploma – 1808-ban épült. Anyakönyvet 1831-től vezetnek.